# ニコライ・クリューチコフ
ニコライ・アファナシェヴィチ・クリューチコフ（ロシア語: Никола́й Афана́сьевич Крючко́в, 英語: Nikolai Afanash'evich Kryuchkov, 1911年1月6日 - 1994年4月13日）は、ロシアの俳優。

## 出演作品
- 特攻ノルマンディ沖要塞
- レニングラード交響楽
- 女狙撃兵マリュートカ
- 不滅の守備隊
- 三つの邂逅
- 祖国の名において
- 青い青い海